# Эккер (прибор)
Э́ккер (э́кер, от фр. équerre от лат. quadrare — «строить квадрат») — геодезический прибор, предназначенный для откладывания на местности фиксированного угла (как правило 90°, 60° или 45°). Совместно с буссолью может использоваться для измерения азимутов и румбов.

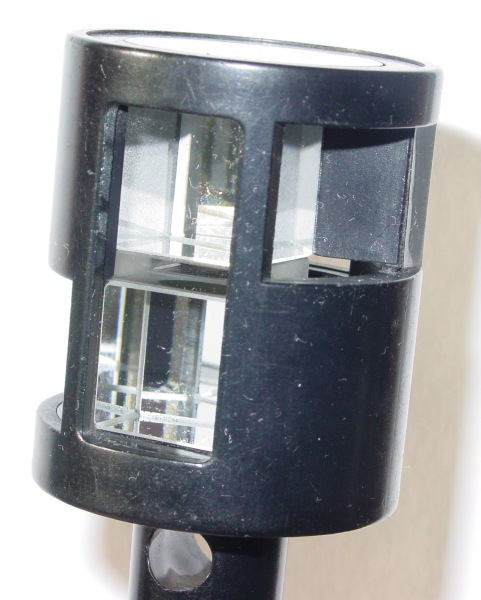
Эккер с двумя пентапризмами

## Устройство
Простейший эккер («римский крест») состоит из двух взаимно перпендикулярных планок, прикреплённых к держателю. На планках закреплены диоптры или просто иглы, с помощью которых визируют и затем отмечают требуемую линию. Планки могут быть закреплены под другими углами (45°, 60°). Дальнейшим развитием являются закрытые приборы (цилиндрические, восьмигранные, шарообразные, конусные).
Более сложными являются отражательные эккеры — зеркальные и призменные.
Двузеркальный ручной эккер состоит из двух небольших зеркал, расположенных друг к другу под углом в 45°. Над зеркалами оставлены прорези для свободного визирования глазом. Одно направление видно в прорезь, другое направление (искомое, перпендикулярное к первому) визируется лучом зрения, последовательно отражённым от обоих зеркал.
В призматических эккерах отражение лучей происходит от граней призмы. В современных эккерах используются две пентапризмы.

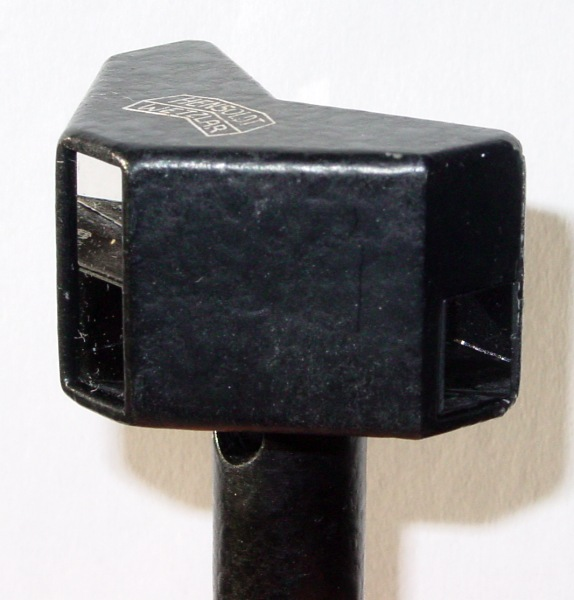
Крестовый пентапризменный эккер.

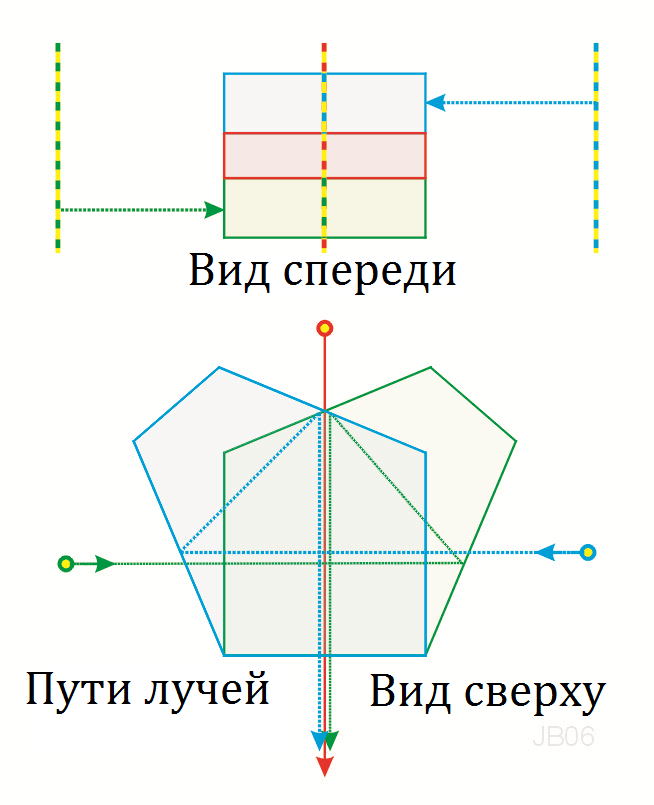
Вид через пентапризматический эккер и ход лучей в нём.

## История
Предшественником эккера является грома — древнеримский прибор для откладывания перпендикулярных линий.
Двузеркальный эккер был изобретён лондонским механиком Джорджем Адамсом во второй половине XVIII века. Однозеркальный эккер — в 1809 году Винклером (Австрия).
Призматические эккеры (с одной и двумя прямоугольными призмами) были изобретены Карлом Бауэрнфайндом (нем. Karl Maximilian von Bauernfeind) в середине XIX века.